# Слетініоара
Слетініоара (рум. Slătinioara) — село у повіті Хунедоара в Румунії. Адміністративно підпорядковане місту Петрошань.
Село розташоване на відстані 238 км на північний захід від Бухареста, 64 км на південний схід від Деви, 124 км на північ від Крайови.

## Населення
За даними перепису населення 2002 року у селі проживали 256 осіб, з них 253 особи (98,8%) румунів. Рідною мовою 253 особи (98,8%) назвали румунську.